# Amore traditore
Amore traditore, (Amour, ô traître) (BWV 203), est une cantate profane de Johann Sebastian Bach composée entre 1718 et 1723, donc à Köthen, pour un but inconnu. L'auteur du texte est inconnu. Le livret en italien a, pendant un temps, laissé penser qu'elle n'était pas du cantor de Leipzig.

## Structure et instrumentation
La cantate est écrite pour clavecin et basse.
Il  y a trois mouvements :
1. aria : Amore traditore, basse
2. récitatif : Voglio provar, se posso sanar, basse
3. aria : Chi in amore ha nemica la sorte, basse